# Slaný
Slaný är en stad i Tjeckien.   Den ligger i distriktet Okres Kladno och regionen Mellersta Böhmen, i den centrala delen av landet, 28 km nordväst om huvudstaden Prag. Slaný ligger 282 meter över havet och antalet invånare är 15 070.
Terrängen runt Slaný är lite kuperad. Runt Slaný är det mycket tätbefolkat, med 1 411 invånare per kvadratkilometer. Närmaste större samhälle är Kladno, 9,3 km söder om Slaný. Trakten runt Slaný består till största delen av jordbruksmark.